# Accord sur les mesures concernant les investissements et liées au commerce
L'Accord sur les mesures concernant les investissements et liées au commerce (MIC) est un accord signé en 1994 et entré en force en 1995, en parallèle des autres accords induisant la création de l'Organisation mondiale du commerce. Il ne concerne que les investissements liés au commerce de marchandise. Cet accord reprend des principes du GATT notamment l'interdiction de la préférence nationale et des restrictions quantitatives. L'accord inclut l'obligation pour les États de signaler au secrétariat les mesures qui peuvent avoir un impact sur les investissements. Et durant les premiers mois de la mise en place de cet accord, les États sont tenus de signaler les dispositifs légaux qui sont en contradiction avec cet accord et de rendre compatible ces textes avec l'accord dans un délai de 2 ans, avec une exception pour certains pays en développement qui ont entre 5 et 7 ans pour rendre compatible leur législation avec cet accord. Un comité est constitué pour veiller à l'application de cet accord, comité qui rédige un rapport annuel.

## Histoire
Historiquement, les mesures concernant les investissements et liées au commerce, en anglais Trade related Investment Measures (TRIM'S), sont des mesures de limitation imposées par les états dans le cadre du GATT. Les TRIMs, qui avaient été instaurés dans le cadre de la configuration multi-nationale de la mondialisation (années 1960 à 80) ont été abolis par l'Organisation mondiale du commerce, en raison de la mutation progressive vers la configuration globale, que nous connaissons actuellement.
Les TRIMs correspondaient à des mesures prises par les États pour protéger leur marché intérieur des investissements étrangers (IDE). On retrouvait ainsi parmi ces Trims l'obligation de compensation des importations par des exportations, l'obligation pour les entreprises étrangères d'acheter à des entreprises locales, ainsi que des exigences en matière de formation de la main d'œuvre, et de transfert de technologie. De telle mesures sont notamment mis en place par le Canada dans les années 1970, ce qui induit un litige dans le cadre du GATT en 1984 entre le Canada et les États-Unis. Ces mesures, plus ou moins protectionnistes selon les États qui les ont adoptées, ont été progressivement abolies, notamment dans le cadre du GATT, et des mesures prises par l'OMC depuis sa création en 1995. 